# Johnny Bumphus
Johnny Bumphus, dit Bump City, est un boxeur américain né le 17 août 1960 à Tacoma dans l'État de Washington et mort le 3 février 2020 dans la même ville.

## Carrière
Champion des États-Unis amateur en 1977 (poids plumes) et 1980 (poids super-légers) et vainqueur des Golden Gloves en 1979 en poids légers, Johnny Bumphus ne peut participer aux Jeux olympiques de Moscou en 1980 en raison du boycott américain et passe professionnel quelques mois plus tard. Bumphus remporte le titre national des super-légers en 1981 puis s'empare du titre vacant de champion du monde des super-légers WBA le 22 janvier 1984 en battant aux points Lorenzo Luis Garcia. Mais il perd ce titre WBA dès le combat suivant face à son compatriote Gene Hatcher par arrêt de l'arbitre au 11e round le 1er juin 1984.
Johnny Bumphus choisit alors de poursuivre sa carrière en poids welters : il s'empare du titre national en 1986 mais échoue pour le titre mondial IBF et WBC contre Lloyd Honeyghan le 22 février 1987. Il met un terme à sa carrière après ce revers sur un bilan de 29 victoires et 2 défaites.